# Jüdischer Friedhof (Olesno)

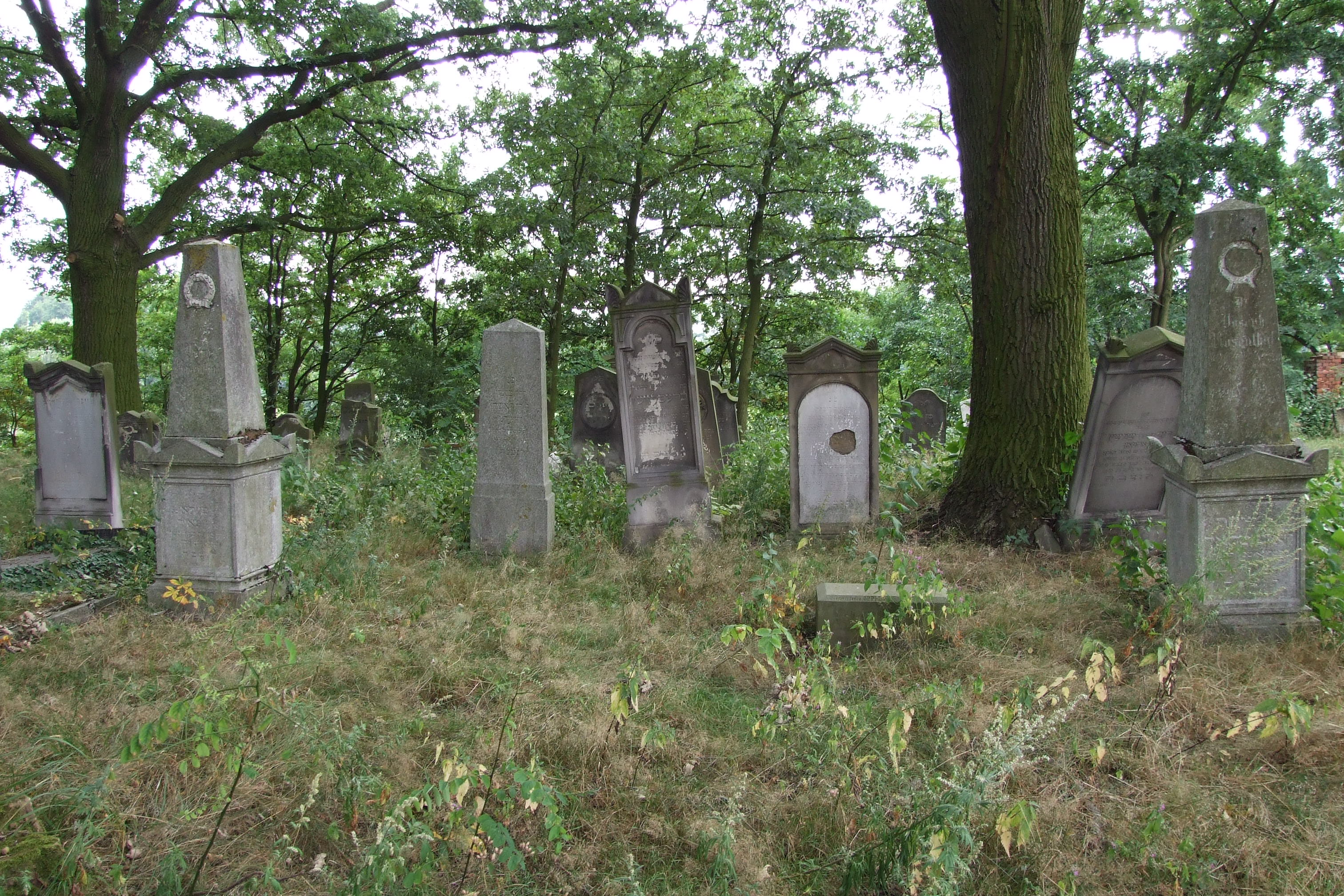
Ansicht des Friedhofs

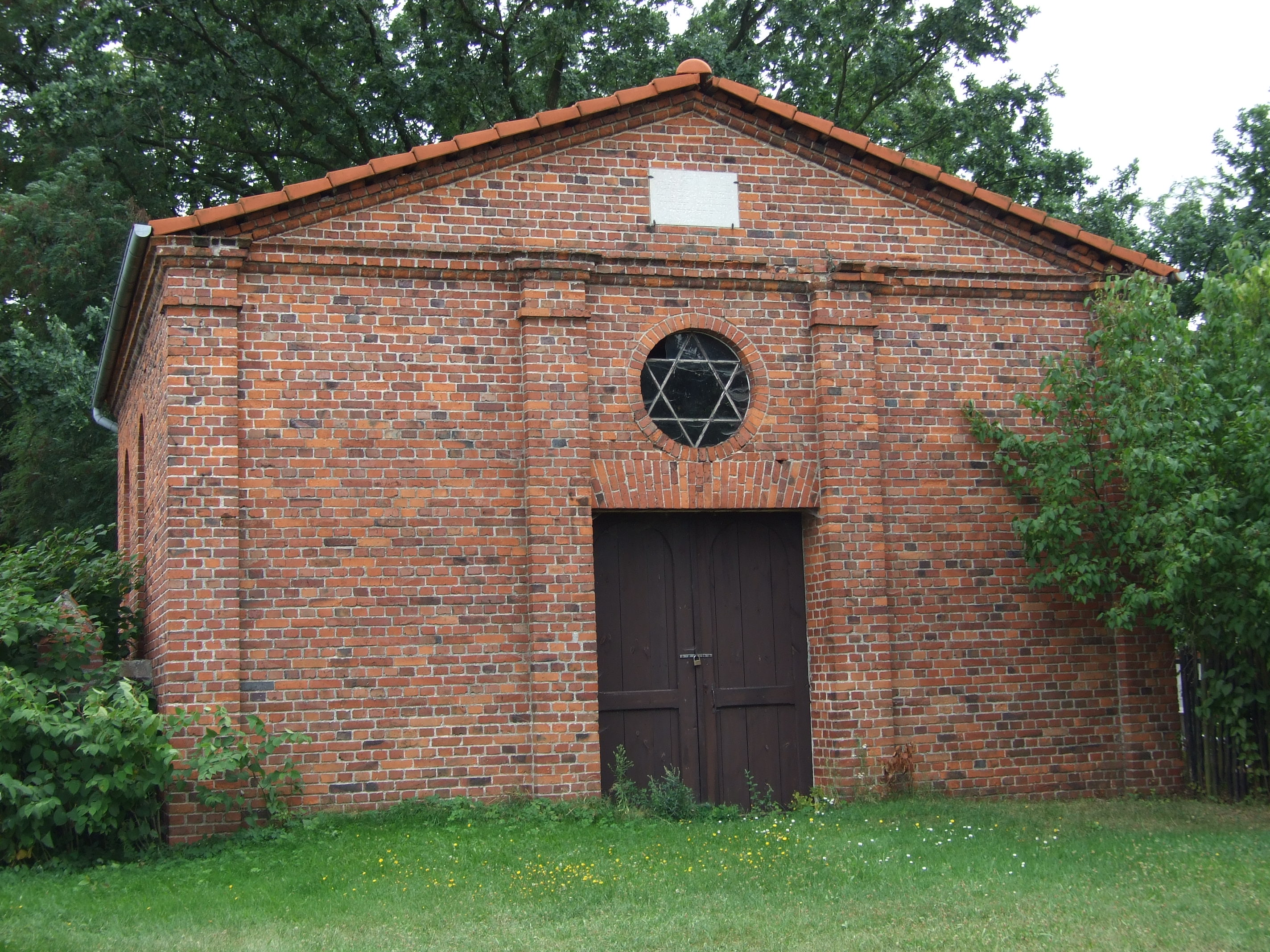
Trauerhalle auf dem Friedhof

Der Jüdische Friedhof in Olesno (deutsch Rosenberg O.S.), einer Kleinstadt des Powiat Oleski in der Woiwodschaft Oppeln in Polen, wurde Anfang des 19. Jahrhunderts errichtet. Der jüdische Friedhof ist seit 1988 ein geschütztes Kulturdenkmal.

## Geschichte
Zunächst wurden die verstorbenen Juden Rosenbergs vermutlich auf dem jüdischen Friedhof in Kraskau (polnisch Krasków) bestattet.
Die erste Bestattung auf dem jüdischen Friedhof in Rosenberg erfolgte 1814.
Der Friedhof überstand die Zeit des Nationalsozialismus fast unversehrt. Nach 1945 wurden Grabsteine umgeworfen.